# طرابلس الكبرى
طرابلس الكبرى هو مصطلح بدأ انتشاره منذ عام 2010، يلقي هذا المصطلح معارضة شديدة إذ إنه حسب وجهة نظر المعارضة يعني محاولة تهميش المدن و البلدات المجاورة لمدينة طرابلس عاصمة ليبيا تحت هذا المصطلح، يعني المصطلح بشكل رئيسي جنزور وتاجوراء وقصر بن غشير إلى جانب طرابلس، ويتجاوز ذلك في بعض الأحيان ليشمل المناطق التي يحدها سلسلة الجبل الغربي أي من الحدود الليبية التونسية حتى الخمس.
المصطلح كان منتشراً كذلك قبل عام 2010 وبشكل محدود عند سكان طرابلس خصوصاً بعد التوسع في مخطط المدينة من الغرب من الشارع الغربي حتى غوط السلوقي ومن الجنوب اشتملت منطقة الهضبة الخضراء ومن الشرق اشتملت المنشية والنوفليين وهذا على حساب المناطق الأخرى، وعند سكان مدينة جنزور كمحاولة سابقة للتهرب من شعبية الجفارة المهمشة لها إذ تخدم مصالح قبلية لقبيلة ورشفانة وكون العزيزية عاصمة الشعبية في حين أن العزيزية أصغر من القرية وجنزور أكبر مناطق الشعبية وهذا يعود لرغبة قبيلة ورشفانة نتيجة لعداء سابق يعود للفترة العثمانية، وعند المواطنين غير أصل المنطقة (من منطقة أخرى من ليبيا) الذين لم يستطاعوا السكن في طرابلس ولرغبتهم في السكن في العاصمة الليبية لتواجد العمل و أغلب المنشآت الحكومية بها، يدعون بالمصطلح كمحاولة لضم منطقة سكنهم من ضمن طرابلس